# هارولد براون (لاعب قفز طويل)
هارولد براون هو لاعب قفز طويل كندي، ولد في 1917، وتوفي في 2002.